# Externsteine
Externsteine è un complesso megalitico situato in Germania, nella regione Renania Settentrionale-Vestfalia, nella foresta di Teutoburgo, presso la città di Horn-Bad Meinberg. Si ritiene che l'etimologia del nome sia legata alla vicina area montuosa chiamata Egge Range (il nome significherebbe, dunque, rocce dell'Egge). I resti del complesso sono costituiti da un cerchio di circa 80 metri di diametro, un fossato, un tumulo e due palizzate di legno all'interno delle quali si aprono tre porte (una a nord, una a sud-est, una a sud-ovest).

## Storia
Dal punto di vista geologico, le rocce sono costituite di arenaria, originarie del Cretaceo (circa 120 milioni di anni fa).
Alcuni studiosi hanno ipotizzato che si possa trattare di un santuario proprio della cultura pagana e dunque orientato prevalentemente al culto del sole. Con l'aiuto di alcuni astronomi si è osservato come, ponendo al centro del cerchio una figura umana,  il giorno del solstizio d'inverno questa potrebbe osservare il sole sorgere e tramontare attraverso le due porte poste a sud, il che ne farebbe un osservatorio solare. Il legame con il sole e il relativo culto sembra essersi rafforzato con la recente scoperta - avvenuta a circa 20 km da Goseck - del cosiddetto Disco di Nebra, un disco astronomico di bronzo.

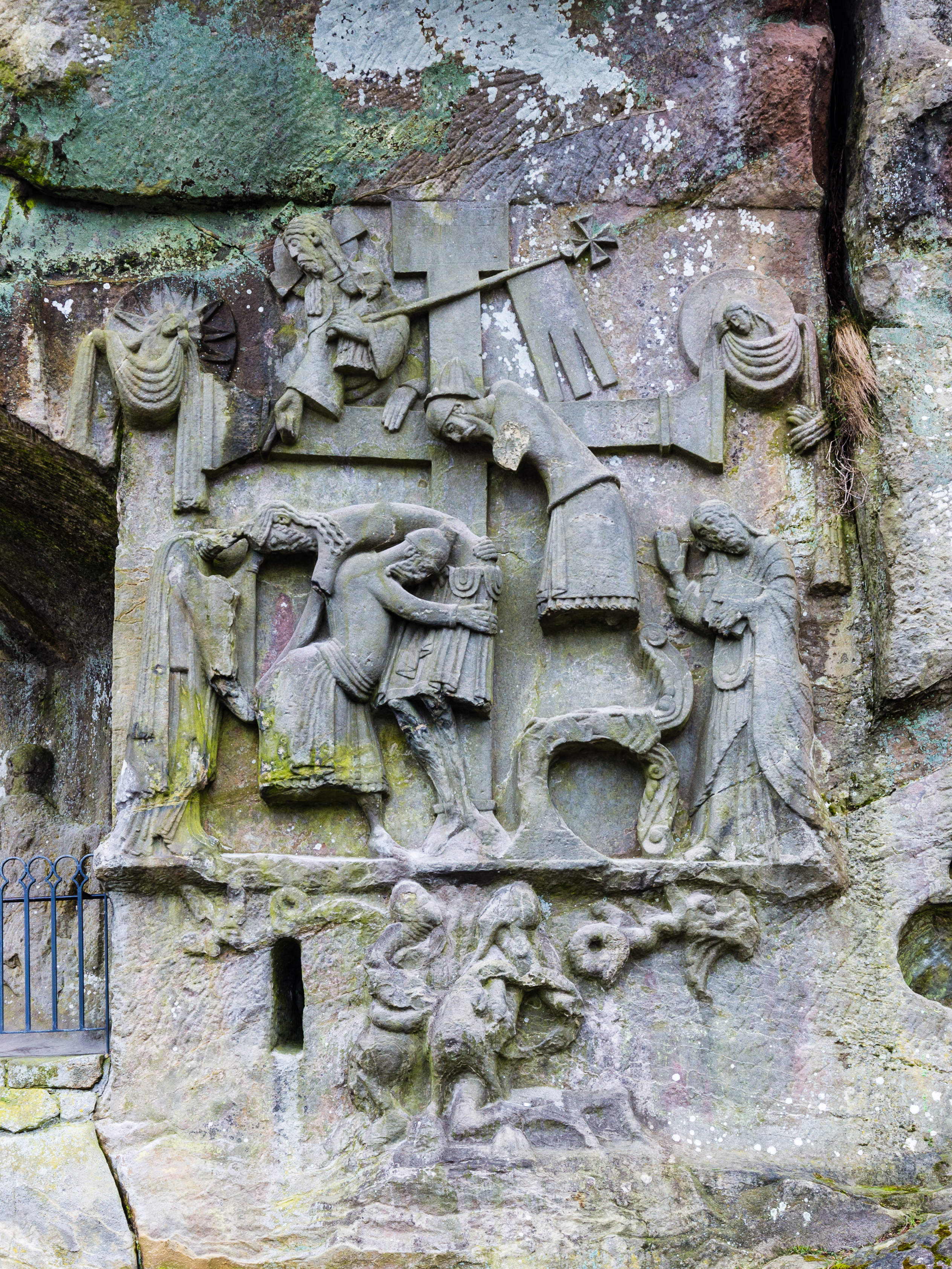
Una delle scene scolpite nelle rocce di Externsteine, raffigurante la deposizione dalla Croce di Gesù Cristo. L'albero piegato posizionato sotto l'intera scena è ritenuto essere l'Irminsul, umiliato dal trionfo della cristianità.

La prima notizia storicamente documentata relativamente al sito, in ogni caso, risale al 1093, quando il territorio circostante fu acquistato dal monastero Abdinghof di Paderborn. Tracce di attività umane estensive, tra cui la realizzazione di numerose immagini cristiane, prendono il via proprio da questa data. Gli ultimi abitanti pagani della regione furono i Sassoni, sconfitti e convertiti da Carlo Magno. Le cronache testimoniano che Carlo Magno distrusse l'Irminsul sassone nel 772 ma, dato il carattere fortemente pagano che impregna il luogo, proibì che vi si costruissero chiese e che vi si praticasse qualsiasi forma di culto.
Negli anni venti del secolo scorso, lo storico tedesco Wilhelm Teudt suggerì che Irminsul si trovasse proprio ad Externsteine. Nel 1933 Teudt aderì al Partito Nazionalsocialista e propose di rendere Externsteine il bosco sacro per la commemorazione degli antenati. Il capo delle SS Heinrich Himmler appoggiò tale idea e costituì la Externstein Foundation. Grande interesse nella località fu in seguito ricoperto da parte della Ahnenerbe, la Società di ricerca ed insegnamento dell'eredità ancestrale fondata dallo stesso Himmler.
Alcuni neopagani continuano a ritenere che l'Irminsul fosse localizzato presso Externsteine, basandosi soprattutto su una particolare incisione del XII secolo, in cui un albero veniva piegato dal peso della Croce. L'interesse per il sito continua ad essere molto alto da parte di gruppi nazionalisti.